# Sven Thorell
Sven Thorell   (Estocolm, 18 de febrer de 1888 - Bromma, 29 d'abril de 1974) va ser un regatista suec que va prendre part en dues edicions dels Jocs Olímpics.
El 1928, als Jocs d'Amsterdam, va guanyar la medalla d'or en la regata de 12 peus Dinghy del programa de vela. Quatre anys més tard, als Jocs de Los Angeles, fou novè en la competició de monotip del programa de vela. El 1933 i 1934 fou president de la Federació Sueca de Canoa.